# إدغار ليزلي
إدغار ليزلي (بالإنجليزية: Edgar Leslie)‏ هو كاتب أغاني أمريكي، ولد في 31 ديسمبر 1885 في ستامفورد في الولايات المتحدة، وتوفي في 22 يناير 1976.

## وصلات خارجية
- إدغار ليزلي على موقع IMDb (الإنجليزية)
- إدغار ليزلي على موقع ميوزك برينز (الإنجليزية)
- إدغار ليزلي على موقع قاعدة بيانات برودواي على الإنترنت (الإنجليزية)
- إدغار ليزلي على موقع أول ميوزيك (الإنجليزية)
- إدغار ليزلي على موقع ديسكوغز (الإنجليزية)